# Asahi (Nagano)
Asahi (jap. 朝日村 Asahi-mura) – wieś w Japonii, na wyspie Honsiu, w prefekturze Nagano. Według danych na rok 2020 miejscowość zamieszkiwało 4 279 mieszkańców , a gęstość zaludnienia wyniosła 60,6 os./km².